# جورج كلود
جورج كلود (بالفرنسية: Georges Claude)‏ عالم فرنسي ومخترع مصباح نيون سنة 1911 وهي التي صنعت شهرته .
ولد جورج كلود في باريس عام 1870م، وتخرج من معهد الفيزياء ، في السادسة عشرة من عمره.
ليعمل في شركة كهرباء البلدية في العاصمة الفرنسية، حيث تعرَّض لحادث كاد أن يودي بحياته.
في العام 1897م، ابتكر كلود طريقة جديدة لتخزين ونقل الأسيتيلين السريع الاشتعال، وذلك من خلال إذابته بمادة الأسيتون، الأمر الذي سهَّل الاستخدامات الصناعية لهذه المادة. وفي العام 1902م، طوَّر هذا المبتكر طريقة جديدة لتسييل الهواء، ليستنبط لاحقاً طريقة أخرى لتوليد الكهرباء من الطاقة الناجمة عن الأكسجين المسال عندما يعود إلى حالته الغازية. في العام 1910م، اكتشف جورج كلود أن تفريغ شحنة كهربائية في جو عابق بغاز النيون ينتج ضوءاً ملوَّناً. وبسرعة، اكتشف طريقة لتنقية هذا الغاز وحبسه في أنبوب زجاجي، وفي العام نفسه عرض أول مصباح كهربائي يعمل بغاز النيون في «المعرض الفني» في باريس.
النجاح الذي حظي به هذا الابتكار خلال المعرض، دفع مبتكره إلى التفكير في طي الأنبوب الزجاجي ليتخذ شكل حرف أو رسم معيَّن. وخلال سنوات قليلة راحت تظهر أسماء المتاجر مكتوبة بالضوء في ليالي باريس، ووصل هذا الابتكار إلى أمريكا في العام 1922م، لينتشر بعد ذلك في كافة أنحاء العالم.
ولكن إلى جانب هذا الابتكار، ابتكر كلود أشياءً مثيرة للجدل، ومنها الكلورين السائل الذي استخدم كسلاح كيميائي خلال الحرب العالمية الأولى. وفي فترة ما بين الحربين عمل على دراسة احتمال استخراج الطاقة الكهربائية المتولدة من احتكاك المياه الباردة بالدافئة في المحيطات.
ولأنه خلال الحرب العالمية الثانية تعاون مع حكومة فيشي المهادنة لألمانيا النازية، واجه بعد تحرير بلاده عام 1954م المحاكمة، وسجن لمدة أربع سنوات. وبعد خروجه من السجن، لم يعرف أحد طبيعة الأبحاث التي كان يجريها هذا المبتكر، حتى وفاته بصمت في العام 1960.

## روابط خارجية
- جورج كلود على موقع الموسوعة البريطانية (الإنجليزية)
- جورج كلود على موقع إن إن دي بي (الإنجليزية)